# Ōkubo Tadatomo
Pour les articles homonymes, voir Ōkubo.
Ōkubo Tadatomo est un nom japonais traditionnel ; le nom de famille (ou le nom d'école),  Ōkubo , précède donc le prénom (ou le nom d'artiste).
Ōkubo Tadatomo (大久保 忠朝, 24 décembre 1632-25 octobre 1712) est un daimyō du début de l'époque d'Edo du Japon. Il est affecté par le shogunat Tokugawa aux domaines de Karatsu, de Sakura et finalement d'Odawara dans la province de Sagami, (actuelle préfecture de Kanagawa), où ses descendants demeurent jusqu'à la restauration de Meiji.

## Biographie
Ōkubo Tadatomo est le fils d'Ōkubo Noritaka, hatamoto d'un revenu de 6 000 koku au service du clan Nanbu et descendant d'Ōkubo Tadachika. En raison de la mort prématurée de son père, Tadatomo est adopté par son frère Ōkubo Tadamoto, 1er daimyō de Karatsu, qu'il sert en tant que page.
Tadatomo devient daimyō de Karatsu à la mort de son frère en 1670. Il est nommé rōjū par le shogun Tokugawa Ietsuna en 1677. Son titre de courtoisie est changé à l'époque de Dewa no kami pour Kaga no kami et son rang de cour élevé de 5e inférieur à 4e inférieur.
L'année suivante, il est assigné au domaine de Sakura dans la province de Kazusa. Ses revenus sont augmentés de 10 000 koku en 1680 et son titre de courtoisie élevé à chambellan. En 1684, le tairō Hotta Masatoshi est assassiné par le wakadoshiyori Inaba Masayasu et son cousin Inaba Masamichi en est puni par la rétrogradation du domaine d'Odawara au beaucoup plus petit domaine de Takata dans la province d'Echigo. Ōkubo Tadatomo est affecté à Odawara à sa place en 1686. Ses revenus sont encore augmentés d'un montant additionnel de 10 000 koku en 1698, pour atteindre un total de 113 000 koku. Il se retire de la vie publique en 1698 et meurt en 1712. Sa tombe se trouve dans le temple Saisho-ji dans l'arrondissement de Setagaya à Tokyo.
Le jardin de Kyū Shiba Rikyū à Tokyo est à l'origine construit dans la résidence de Ōkubo Tadatomo à Edo en 1678 quand il reçoit le shogun Tokugawa Ieshige.
Tadatomo ne s'est jamais officiellement marié et son fils et héritier Ōkubo Tadamasu est le fils d'une concubine.

## Source de la traduction
- (en) Cet article est partiellement ou en totalité issu de l’article de Wikipédia en anglais intitulé « Ōkubo Tadatomo » (voir la liste des auteurs).